# 充滿活力地向前行!
《充滿活力地向前行!》（元気者で行こう!）是日本的女子偶像歌手真野惠里菜的第8张单曲，於2010年9月15日由hachama发售。

## 概要
- 《充滿活力地向前行!》的B-side曲《回家吧》是電影《怪談新耳袋 怪奇》的主題曲。
- 此單曲有3個版本，分別有「初回生產限定盤A」、「初回生產限定盤B」和「CD ONLY」。「初回生產限定盤A」收錄了《充滿活力地向前行！》的Making。
- 在9月27日於公信榜单曲週排行榜取得第7位。

## 收錄内容

### CD（初回生産限定盤A、初回生産限定盤B、CD ONLY）
1. 充滿活力地向前行!
（作詞：三浦徳子　作曲：畠山俊昭　編曲：河合英嗣）
2. 回家吧（家へ帰ろう）
（作詞：三浦德子　作曲：畠山俊昭　編曲：津沢崇）
3. 充滿活力地向前行!(Instrumental)

### DVD（初回生産限定盤A）
1. 充滿活力地向前行!（Making）